# Promachus aedithus
Promachus aedithus là một loài ruồi trong họ Asilidae. Promachus aedithus được Walker miêu tả năm 1849. Loài này phân bố ở vùng nhiệt đới châu Phi.